# اليوم العالمي للتوعية بشأن إساءة معاملة المسنين
اليوم العالمي للتوعية بشأن إساءة معاملة المسنين (بالإنجليزية: World Elder Abuse Awareness Day)‏ هو حدث للأمم المتحدة، يُقام في 15 يونيو من كل عام، أقرته الجمعية العامة للأمم المتحدة سنة 2011، ويهدف إلى رفع مستوى الوعي حول إساءة معاملة المسنين، وتعزيز صحتهم ورفاهيتهم وكرامتهم، كما يدعو هذا الاحتفال الحكومات والجهات الفاعلة ذات الصلة إلى إنشاء وتنفيذ استراتيجيات وقائية أكثر فعالية وقوانين وسياسات أقوى لمعالجة جميع جوانب إساءة معاملة المسنين.

## وصلات خارجية
- الموقع الرسمي.